# روجر دبليو. روبنسون
روجر دبليو. روبنسون (بالإنجليزية: Roger W. Robinson)‏ هو طبيب قلب أمريكي، ولد في 22 يوليو 1909 في بوفالو في الولايات المتحدة، وتوفي في 11 نوفمبر 2010 في غرافتون في الولايات المتحدة.